# Good Sweden, Bad Sweden
Good Sweden, Bad Sweden är en bok av Paul Rapacioli utgiven 2018 på förlaget Volante.
Boken handlar om bilden av Sverige i världen, att narrativet om Sverige nådde en vändpunkt under Husbykravallerna 2013, och hur Sverige hamnade i korselden mellan två agendor.
Rapacioli medverkade i Sveriges Radios program PP3 i februari 2018 och pratade om boken.
Boken refererades 2020 i en akademisk text om Sveriges Coronastrategi och den uppmärksamhet som den väckte internationellt, och där boken användes som belägg för att Sverige och svenska värderingar har använts som ett vapen i en värld av post-sanning.